# Dvorce (Jičín)
Dvorce jsou vesnice, část okresního města Jičín. Nacházejí se asi 3,5 kilometru východně od Jičína. Dvorce leží v katastrálním území Robousy o výměře 7,29 km².

## Pamětihodnosti
- Sloup se sochou svatého Jana Nepomuckého

## Rodáci
- Robert Kvaček (1932–2024), historik a univerzitní profesor